# Bathyphysa conifera
Bathyphysa conifera – gatunek morskich pelagicznych rurkopławów z rodziny Rhizophysidae, występujących w zachodniej części Oceanu Atlantyckiego, opisany po raz pierwszy przez Theophila Rudolfa Studera w 1878 roku. Jego wygląd upodabnia go do Latającego Potwora Spaghetti.